# Issaguen
Issaguen, già chiamata Ketama, è una cittadina del Marocco che si trova nel centro-nord del Paese, nella catena montuosa del Rif. Gli abitanti appartengono a varie tribù berbere ma principalmente a quella dei Ketama, vivono di agricoltura, silvicoltura e pastorizia, ma sono ben più noti per la produzione della cannabis.
Lo Stato marocchino cerca di combattere il traffico internazionale di stupefacenti che queste alimentano, agendo con periodiche azioni sulle coltivazioni e severi controlli doganali, tuttavia l'uso del Kif (canapa) è ben radicato nella cultura popolare e più che ad una totale distruzione dei campi si tende a ridurne il numero e circoscriverli alle zone più isolate.
Negli ultimi anni la coltivazione della cannabis, unico vegetale che fornisce reddito nella zona, è stata liberalizzata all'interno della provincia di Al Hoceima.
Prevalentemente a seguito di accordi commerciali con l'Olanda che importa un importante quantitativo della produzione, commissionata con sementi di varietà non autoctone.
Questo ha comportato una ibridazione delle varietà.
Contemporaneamente sono stati disinibiti i sistemi di irrigazione, ora "goccia a goccia" e senza limitazione di pompaggio dai corsi d'acqua sottostanti, quando negli anni 80 era in vigore l'embargo in merito alle pompe aspiranti.
Ora tra aprile e giugno si possono osservare coltivazioni di cannabis ai lati delle strade, una volta oltrepassato il confine della provincia di Al Hoceima.
Cosa impossibile negli anni 80.
La popolazione del Rif in questi ultimi anni sta portando avanti una politica di recupero delle vecchie varietà, non interessanti per l'export ma molto richieste per il consumo locale.
Differenziando le aree di coltura e le metodiche di irrigazione.